# Xavras Wyżryn i inne fikcje narodowe
Xavras Wyżryn i inne fikcje narodowe – zbiór opowiadań Jacka Dukaja, po raz pierwszy opublikowany w 2004 r. przez Wydawnictwo Literackie.
Mimo podobnego tytułu, zbiór, poza tytułowym "Xavrasem Wyżrynem", zawiera inne utwory niż zbiór Xavras Wyżryn, opublikowany w 1997 przez SuperNową.

## Edycje
Zbiór po raz pierwszy opublikowany w 2004 r. przez Wydawnictwo Literackie. Został wznowiony w 2009.

## Opowiadania

### Sprawa Rudryka Z.
Opowiadanie jest przedstawione w formie fragmentu protokołu rozprawy sądowej. Przed międzynarodowym trybunałem trwa proces bałkańskiego zbrodniarza wojennego. Obrona przedstawia istotne dla sprawy okoliczności, które podają w wątpliwość tożsamość oskarżonego.

### Przyjaciel prawdy. Dialog idei
Teodor i Żania prowadzą dyskusję na temat antysemityzmu, patriotyzmu i teorii spiskowych.

### Gotyk
W podziemiach kościoła spotyka się grupa spiskowców. Dla osiągnięcia swoich celów nie wahają się sięgać po nekromancję i stworzenie golema.

## Odbiór
Dla Gazety Wyborczej zrecenzował zbiór Robert Ostaszewski.
Inne recenzje:
- (jwol): Notes Wydawniczy 2004 nr 9 s. 58
- Paweł Dunin-Wąsowicz : Fikcje doraźne. Lampa 2004 nr 3 s. 77